# Leie
Leie (fransk: Lys) er en fransk og belgisk flod.
Floden udspringer ca 70-100 km inde i det nordlige Frankrig og har udløb i floden Schelde omkring byen Gent i Belgien.